# Grupo M106
El Grupo M106 (también conocido como Grupo Canes II) es un prominente grupo de galaxias en la región Canes Venatici y contiene a la gran galaxia M106. Este grupo se encuentra directamente detrás del Grupo Canes I y hay muchos grupos de galaxias en esta área del cielo que al final se conectan con el Cúmulo de Virgo a 50 millones de años luz.

## Galaxias
El Grupo M106 tiene las siguientes galaxias
- NGC 4096
- NGC 4144
- UGC 7267
- UGC 7271
- UGC 7298
- UGC 7320
- NGC 4242
- NGC 4248
- M106/NGC 4258
- UGC 7356
- NGC 4288
- UGC 7408
- UGC 7599
- UGC 7608
- NGC 4460
- UGC 7639
- KK151
- NGC 4485
- NGC 4490
- UGC 7678
- UGC 7690
- UGC 7699
- UGC 7719
- UGC 7751
- UGC 7774
- UGC 7827
- NGC 4618/IC 3667
- NGC 4625/IC 3675
- UGC 7949
- NGC 4707

## Mapa
- Datos: Q2537436